# Abutilon angulatum
Abutilon angulatum là một loài thực vật có hoa trong họ Cẩm quỳ. Loài này được (Guill. & Perr.) Mast. mô tả khoa học đầu tiên năm 1868.